# Love and Mercy
Love and Mercy (Letterlijk: Liefde en Genade/Barmhartigheid) is een nummer van de Amerikaanse muzikant Brian Wilson en het openingsnummer van zijn album Brian Wilson uit 1988. Het nummer werd medegeproduceerd door Russ Titelman en werd op 1 juli 1988 als single uitgebracht, maar kwam niet op de hitlijsten. Het nummer kwam niet op de Billboard Hot 100. Psycholoog Eugene Landy en zijn vriendin Alexandra Morgan werden voorheen vermeld als co-schrijvers (later geschrapt). Wilson typeerde "Love and Mercy" als een semi-autobiografisch lied dat een voorbeeld is van zijn eigen "Messiascomplex", of met andere woorden, zijn dwang om "liefde aan mensen te geven". Het nummer werd beïnvloed door de hit "What the World Needs Now Is Love" uit 1965. Het nummer werd meerdere malen heropgenomen, zo in 1995 voor de documentaire Brian Wilson: I Just Wasn't Made for These Times en At My Piano in 2021. De film Love & Mercy werd vernoemd naar dit nummer.

## Coverversies
- - 1988 – The Dumb Angels, Love and Mercy 7-inch single released by Fierce Recordings
  - 1991 – Randy Stonehill, Making God Smile: An Artists' Tribute to the Songs of Beach Boy Brian Wilson
  - 1998 – Golden Smog, "Until You Came Along" B-side
  - 2003 – DM3, Garage Sale Vol. 2 - Italian Style!
  - 2007 – Chris DeMay, I Won't Be Me
  - 2008 – Libera, New Dawn
  - 2008 – Wilco, Outta Print Volume One
  - 2010 – Geoff Useless, Don't Stop
  - 2015 – Gazelle Twin, The Walking Dead (gebruikt in de reeks.)
  - 2018 - The Miraculous Love Kids/Girl With a Guitar (featuring Brian Wilson)
  - 2021 – The Gold Needles, Jem Records Celebrates Brian Wilson

Dit artikel of een eerdere versie ervan is een (gedeeltelijke) vertaling van het artikel Love and Mercy op de Engelstalige Wikipedia, dat onder de licentie Creative Commons Naamsvermelding/Gelijk delen valt. Zie de bewerkingsgeschiedenis aldaar.
1. ↑  (en) Trzcinski, Matthew, The Beach Boys' Mike Love Expected 1 Brian Wilson Song to Fail. Showbiz Cheat Sheet (12 juli 2022). Gearchiveerd op 15 november 2022. Geraadpleegd op 15 november 2022.